# Око шторму
«Око шторму» (англ. The Eye of the Storm) — австралійський фільм 2011 року режисера Фреда Скепсі. Фільм є екранізацією однойменного роману Патріка Уайта (1973). У ролях Джеффрі Раш, Шарлотта Ремплінг і Джуді Девіс. Фільм виграв нагороду за найкращу австралійську драму в 2011 на Мельбурнському міжнародному кінофестивалі.

## Сюжет
Елізабет Гантер — жінка з великої букви; саме так, владно і ефектно, вона прожила життя, яке тепер добігає кінця. Елізабет прикута до ліжка, дні її полічені, дорослі діти — трагікомічний дует невротичної невдахи і манірного ловеласа, готового закрутити інтрижку з доглядальницею — приїжджають прощатися. Але Гантер легко не здається.

## У ролях
| Актор             | Роль                 |
| ----------------- | -------------------- |
| Шарлотта Ремплінг | Елізабет Гантер      |
| Марія Теодоракіс  | Мері Десантіс        |
| Джеффрі Раш       | Басіл Гантер         |
| Джеймі Тімон      | Онслоу Портер        |
| Джуді Девіс       | Дороті де Ласкабанес |
| Боб Маркс         |                      |
| Олександра Чепісі | Флора                |
| Джон Гаден        | Арнольд Вібурд       |
| Гелен Морс        | Лотт                 |
| Робін Невін       | Лал                  |

## Знімальна група
- Режисер — Фред Скепсі
- Сценарист — Джуді Морріс, Патрік Вайт
- Продюсер — Грегорі Дж. Рід, Ентоні Веддінгтон, Селлі Айр-Сміт
- Композитор — Пол Грабовскі